# اوستیگلیانو
اوستیگلیانو (به ایتالیایی: Ostigliano) یک منطقهٔ مسکونی در ایتالیا است که در کامپانیا واقع شده‌است. اوستیگلیانو ۴۳۱ نفر جمعیت دارد و ۴۶۵ متر بالاتر از سطح دریا واقع شده‌است.